# چیکئاون (بازیکن فوتبال، زاده ۱۹۶۲)
چیکئاون (پرتغالی: Chicão؛ زادهٔ ۴ سپتامبر ۱۹۶۲) بازیکن فوتبال اهل برزیل بود.
از باشگاه‌هایی که در آن بازی کرده‌است می‌توان به باشگاه فوتبال بوتافوگو، باشگاه فوتبال کورینتیانس، باشگاه فوتبال سانتوس، باشگاه فوتبال کوریتیبا، و باشگاه فوتبال اتلتیکو پارانائنزه اشاره کرد.
وی همچنین در تیم ملی فوتبال زیر ۲۳ سال برزیل بازی کرده‌است.
وی در مسابقات بین‌المللی در مجموع برندهٔ ۱ مدال نقره شده‌است.